# Kontrakulturacja
Kontrakulturacja – proces występujący na początku zjawiska akulturacji wyrażający się traktowaniem z rezerwą, unikaniem bądź nawet odrzucaniem wzorów kulturowych obcej grupy kulturowej. Przyjęcie bądź odrzucenie jakichś elementów obcej kultury przez całą społeczność zależy od tego, która z grup (konserwatywna czy postępowa) zdobędzie przewagę.